# Subprefettura di M'Boi Mirim
La Subprefettura di M'Boi Mirim è una subprefettura (subprefeitura) della zona meridionale della città di San Paolo in Brasile, situata nella zona amministrativa Sud.

## Distretti
- Jardim Ângela
- Jardim São Luís